# Dishmaker
El dishmaker (en español: «fabricavallijas») es una máquina que termoforma vasos, cuencos y platos, a partir de discos de plástico acrílico (polimetacrilato de metilo), y luego los termoforma de nuevo, en discos listos para reciclarse cuando se terminan de usar. Era del tamaño de un lavavajillas doméstico y podía almacenar cientos de discos para potenciales diferentes tipos de vajilla.

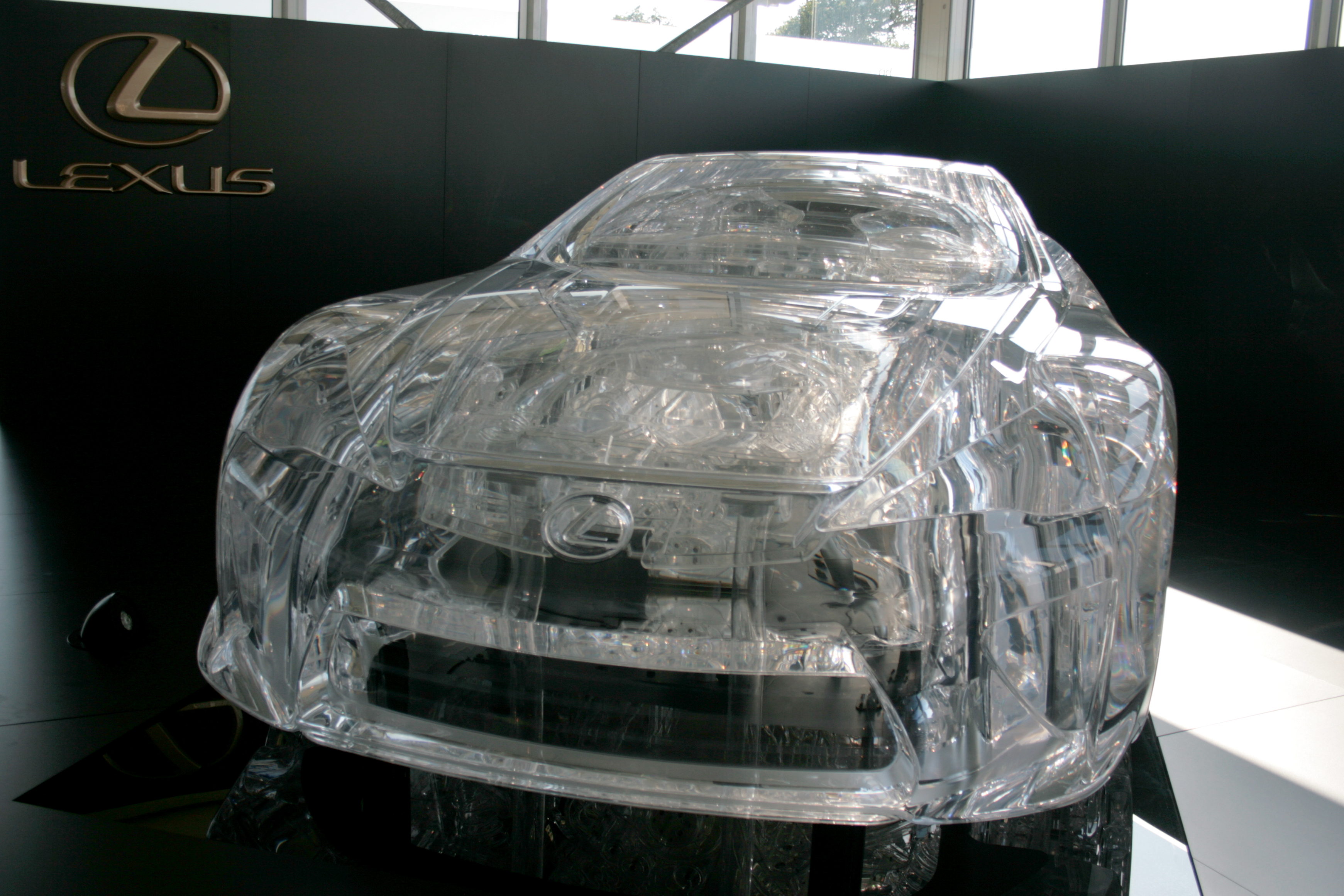
Auto Lexus hecho en acrílico (polimetilmetacrilato)

Fue diseñado por Leonardo Bonanni para el Counter Intelligence Group, quien trabajó allí de enero de 1999 a enero de 2007, como parte del equipo de investigadores del MIT Media Lab. El Media Lab es un laboratorio «antidisciplinar», y el Counter Intelligence Group se centró en «desarrollar una cocina conectada digitalmente, consciente de sí misma, con conocimiento y memoria de sus actividades».
Que los platos regresaran a su forma de disco original contribuía en gran medida las propiedades de memoria de forma que posee el acrílico.